# Terdżola (gmina)
Gmina Terdżola (gruz. თერჯოლის მუნიციპალიტეტი) – jednostka administracyjna Imeretii w Gruzji. Siedzibą gminy jest miasto Terdżola. 

## Położenie
Gmina położona jest w centralnej części Imeretii, a jednocześnie w centralnej części Gruzji. 

## Ludność
Na podstawie danych statystycznych z 2024 roku gminę Terdżola zamieszkuje 28 600 osób. 